# Syntormon strataegum
Syntormon strataegum är en tvåvingeart som först beskrevs av Wheeler 1899.  Syntormon strataegum ingår i släktet Syntormon och familjen styltflugor. Inga underarter finns listade i Catalogue of Life.